# Liste der denkmalgeschützten Objekte in St. Thomas (Oberösterreich)
Die Liste der denkmalgeschützten Objekte in Sankt Thomas enthält die denkmalgeschützten, unbeweglichen Objekte der Gemeinde St. Thomas in Oberösterreich (Bezirk Grieskirchen).

## Denkmäler
| Foto |                 | Denkmal                                                                    | Standort                               | Beschreibung | Metadaten |
| ---- | --------------- | -------------------------------------------------------------------------- | -------------------------------------- | --- | --- |
| ja   | Datei hochladen | Kath. Pfarrkirche hl. Thomas und Kirchhof HERIS-ID: 79536 Objekt-ID: 93224 | Sankt Thomas 3 Standort KG: St. Thomas | Der spätgotische Kirchenbau hat ein einschiffiges zweijochiges Langhaus mit einem barocken Stichkappentonnengewölbe. Der zweijochige netzrippengewölbte Chor mit einem Fünfachtelschluss ist aus der Längsachse geschoben. Die hölzerne dreiachsige zweijochige Westempore zeigt an der Brüstung Apostelbilder aus der zweiten Hälfte des 17. Jahrhunderts. Der Turm im südlichen Chorwinkel hat eine achtseitige Glockenstube mit gotischen Schallfenstern und trägt einen Spitzhelm. Die gotische Sakristeitür hat gotische Beschläge. | BDA-Hist.: Q26720899 Status: § 2a Stand der BDA-Liste: 2025-06-30 Name: Kath. Pfarrkirche hl. Thomas und Kirchhof GstNr.: 3 |